# M3 Half-track

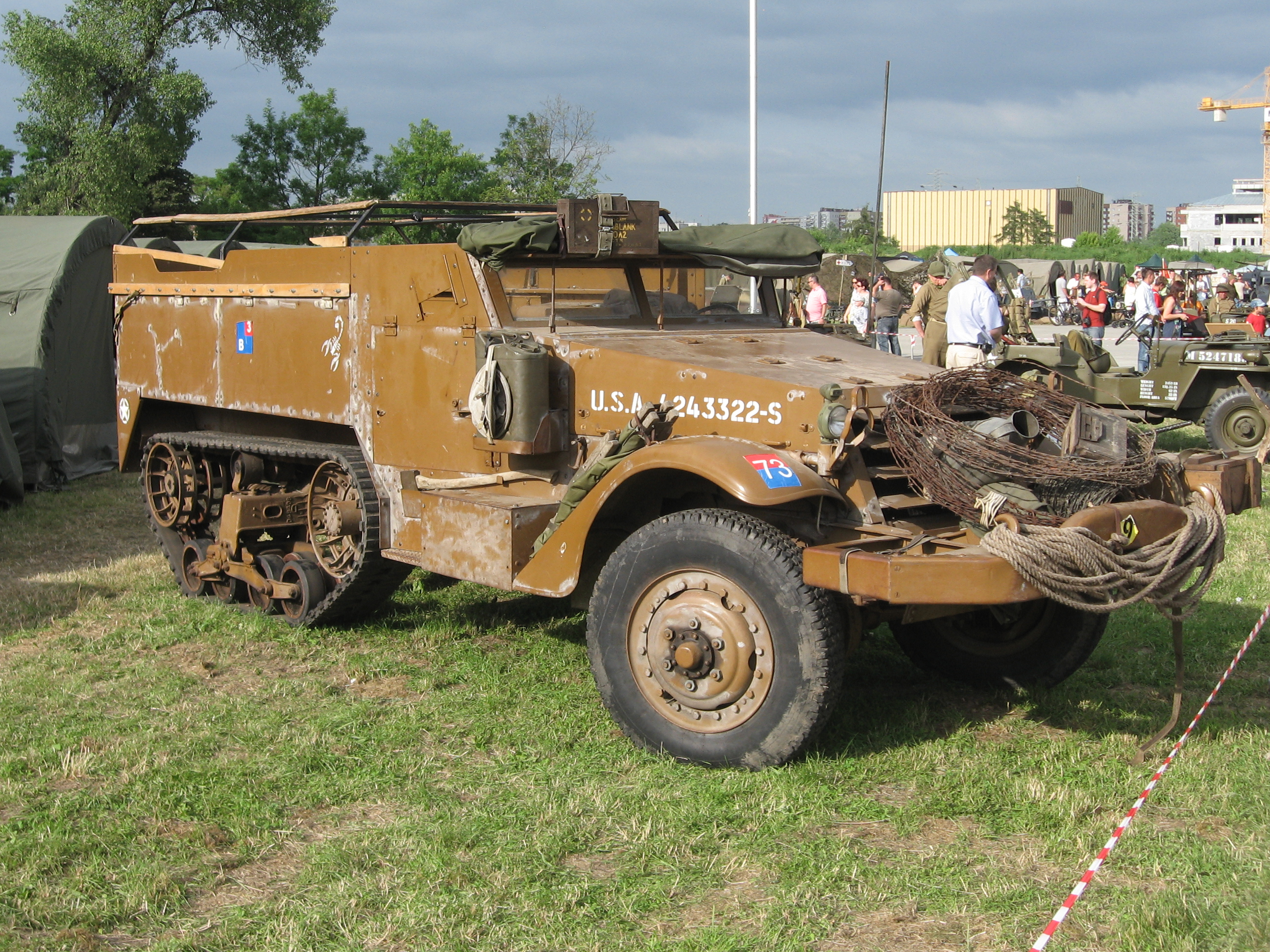
M3 Half-track

M3 Half-track var en amerikansk lätt bepansrad terränggående militär halvbandvagn, främst avsedd för trupptransport och som användes under andra världskriget av flera allierade länder. Jämfört med M2 Half-track(tidigare version) var M3 längre och massproducerad, 15000 och 50000 nära varianter gjordes.